# Ма (тибетская буква)

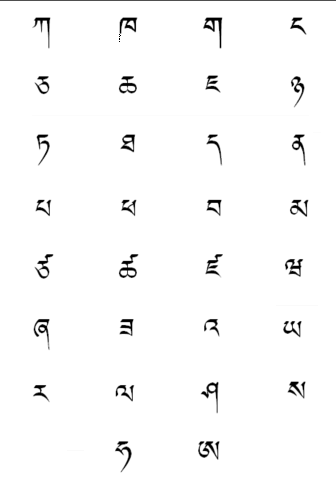

Ма — 16-я буква тибетского алфавита. В составе слога может быть и в инициали, и в финали (ма — одна из десяти букв которые могут стоять в конце слова). В инициали может быть как в качестве коренной буквы (мингжи), так и в качестве «приставки» (нгёнджуг). Как приставка ма входит в состав 15-ти инициалей (маочача и др. «мао»), как коренная буква ма образует десять инициалей которые представлены ниже в словарном порядке.
В тексте применяется для обозначения числ «16», «ми» — 46, «му» — 76, «мэ» — 106, «мо» — 136. (Алфавитная запись чисел).
Инициали в словаре расположены в следующем порядке:
| Инициаль | Дакчха           | Пример       | Комментарий |
|          | Ма               | Ми — человек |             |
|          | Маятанья         |              |             |
|          | Даомама          |              |             |
|          | Маратама         |              |             |
|          | Даомаятанья      |              |             |
|          | Раматама         |              |             |
|          | Раматамамаятанья |              |             |
|          | Саматама         |              |             |
|          | Саматамамаятанья |              |             |
|          | Саматамамаратама |              |             |

В словаре раздел буквы Ма — 4 %

Меток —  — цветок
Ма рукописный (умэ).
Ма пхакпа

## Ма финаль
Ма в составе финали:  (лам) — путь.